# Osmia atriventris
Osmia atriventris är en biart som beskrevs av Cresson 1864. Osmia atriventris ingår i släktet murarbin och familjen buksamlarbin. Inga underarter finns listade.

## Beskrivning
Arten är ett blågrönt bi på 7 till 8 mm, hanen är något kortare och mörkare än honan samt med längre ansikte. På buken har honan svarta polleninsamlingshår. Honan har i övrigt tunn, ljus päls på ansikte, mellankropp och tergiterna (ovansidans bakkroppssegment) 2 till 6. Hanen har liknande teckning, men tunn päls över hela bakkroppens ovansida. Vingarna är halvgenomskinliga, ljust hos honan, mörkare hos hanen.

## Ekologi
Honan bygger sina larvbon i stjälkar av hallon och björnbär eller i trä i gamla borrhål av andra insekter. Bona försluts med tuggat plantmaterial.
Arten är en betydelsefull blåbärspollinatör som utvärderas för kommersiellt bruk, både för blåbär och tranbär; det förekommer att den hålles som pollinatör i konstgjorda bon av träblock med borrade hål. I övrigt flyger den till blommande växter från flera olika familjer, som korsblommiga växter, strävbladiga växter, berberisväxter, ljungväxter (som bland andra de ovannämnda blåbären och tranbären), havtornsväxter, ärtväxter, näveväxter, fackelblomsterväxter, rosväxter, grobladsväxter, videväxter och violväxter. Flygtiden varar från april till juli.

## Utbredning
Arten förekommer i västra och norra Nordamerika med tonvikt på södra Kanada från Alberta till Nova Scotia samt USA till Iowa, Tennessee och Georgia i söder.